# 图埃河畔阿宰
圖埃河畔阿宰（法語：Azay-sur-Thouet，法語發音：[azɛ syʁ twɛ]）是法国德塞夫勒省的一个市镇，属于帕尔特奈区。

## 地理
图埃河畔阿宰（46°37'30"N, 0°21'1"W）面积20.2 平方千米，位于法国新阿基坦大区德塞夫勒省，该省份为法国西部内陆省份，北起曼恩-卢瓦尔省，西接旺代省，南至夏朗德省和滨海夏朗德省，东临维埃纳省。
与图埃河畔阿宰接壤的市镇（或旧市镇、城区）包括：阿洛讷、圣欧班勒克卢、瑟孔迪尼、勒塔吕、圣帕尔杜-苏捷。

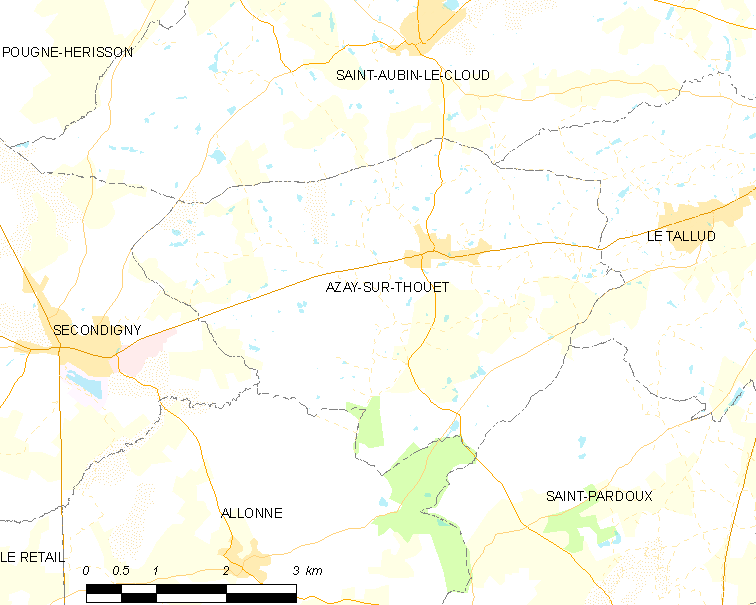
图埃河畔阿宰的OSM定位图

图埃河畔阿宰的时区为UTC+01:00、UTC+02:00（夏令时）。

## 行政
图埃河畔阿宰的邮政编码为79130，INSEE市镇编码为79025。

## 政治
图埃河畔阿宰所属的省级选区为拉加蒂讷县。

## 人口

1962-2008年间图埃河畔阿宰人口变化图示

图埃河畔阿宰于2022年1月1日时的人口数量为1111人。